# Настоящие верблюдки
Настоящие верблюдки, или рафидииды (лат. Raphidiidae), — семейство насекомых из отряда верблюдок (Raphidioptera).

## Описание
Простые глазки (оцеллии) имеются. В птеростигме имеется одна или несколько поперечных жилок (у близкого семейства Inocelliidae они отсутствуют). Имеют удлинённую, суженную кзади голову. Как взрослые особи, так и личинки являются хищниками, обитают на деревьях, под корой и в ходах короедов. Личинки, будучи важными энтомофагами стволовых вредителей, приносят существенную пользу. В Голарктике более 150 видов. Для СССР указывалось около 30 видов.

## Классификация
Около 30 родов с 206 видами.
- Семейство Raphidiidae Latreille
  - Род Africoraphidia
  - Род Agullla Navás, 1914
  - Род Alena Navás, 1916
  - Род Atlantoraphidia
  - Род Calabroraphidia
  - Род Dichrostigma
  - Род Harraphidia
  - Род Hispanoraphidia
  - Род Iranoraphidia
  - Род Italoraphidia
  - Род Mauroraphidia
  - Род Mongoloraphidia
  - Род Ohmella H. Aspöck & U. Aspöck (известны с олигоцена)
  - Род Ornatoraphidia
  - Род Parvoraphidia
  - Род Phaeostigma
  - Род Puncha
  - Род Raphidia Linnaeus, 1758 (известны с эоцена)
  - Род Raphidilla
  - Род Subilla
  - Род Tadshikoraphidia
  - Род Tauroraphidia
  - Род Tjederiraphidia
  - Род Turcoraphidia
  - Род Ulrike
  - Род Venustoraphidia
  - Род Xanthostigma